# Veliká Ves (zámek)
Veliká Ves je novorenesanční zámek ve stejnojmenné obci 14 km jihovýchodně od Kadaně v okrese Chomutov. Zámek je chráněn jako kulturní památka.

## Historie
Předchůdcem zámku byla tvrz zmiňovaná na přelomu čtrnáctého a patnáctého století, kdy měla podle dobového popisu dvě věže a mezi nimi budovu se světnicí. Není jisté, kdy zanikla, ale pravděpodobně se tak stalo po připojení Veliké Vsi k hasištejnskému nebo mašťovskému panství.
V roce 1660 velikoveské panství koupili augustiánští kanovníci z pražského Karlova a nechali zde vybudovat barokní zámek jako letní sídlo pro svého opata. Stavba nedokončeného zámku skončila roku 1762, ale už v roce 1785 byl pražský klášter v důsledku reforem císaře Josefa II. zrušen a jeho majetek se dostal do správy Náboženské matice. Od ní panství koupil v roce 1788 Ignác Schreiter a později v roce 1811 zámek dokončil. Novorenesanční podobu zámek získal v letech 1890–1896, kdy patřil Richardu Procházkovi z Prahy, který jej prodal Jaroslavu Kosovi. Ve druhé polovině 20. století zámek využíval státní statek, sídlil v něm místní národní výbor a v patře byly byty zaměstnanců. Po roce 1990 byl zámek vrácen dědičce původních majitelů, od které ho koupila okounovská firma Druhá severočeská stavební společnost. Začátkem roku 2025 byl zámek i s přilehlými pozemky koupen soukromým vlastníkem Pavlem Vošahlíkem.[chybí lepší zdroj]

## Stavební podoba
Zámek je patrová stavba s obdélným půdorysem, před který předstupuje atika ve střední části průčelí se vstupem a volutovým štítem. K zadní části zámku přiléhá hospodářský dvůr a mezi zámkem a rybníkem na jižní straně býval zámecký park.